# Bombardeiro Ural
Bombardeiro Ural foi o termo ao qual era conhecido o programa de desenvolvimento de um bombardeiro de longo alcance para a Luftwaffe, idealizado pelo General Walther Wever. Quando Wever morreu num acidente de avião em 1936, o programa foi cancelado pelo seu sucessor, Albert Kesselring, que decidiu concentrar os esforços e recursos da Luftwaffe na procura por bombardeiros de mergulho e bombardeiros de pequeno e médio alcance.
Até ao cancelamento do programa, algumas aeronaves foram desenvolvidas para colmatar as necessidades da Luftwaffe. Elas foram o Dornier Do 19 e o Junkers Ju 89. Posteriormente, continuando a haver a necessidade de aeronaves de grande porte e bombardeiros quadrimotores, as indústrias de aviação criaram o Junkers Ju 90, o Junkers Ju 290, o Messerschmitt Me 264, o Junkers Ju 390, o Heinkel He 277 e o Heinkel He 274. Esta necessidade culminou com o famoso programa Amerika Bomber, sendo que posteriormente todas as ideias de se criar um bombardeiro de longo alcance foram postas de lado devido à mudança das necessidades do III Reich, que se encontrava cada vez mais na defensiva.